# 記念日 (A.F.R.Oの曲)
「記念日 with HIDE from GReeeeN」はA.F.R.OとGReeeeNのメンバーのHIDEのコラボレーション曲である。2014年4月9日に配信された。2014年4月30日発売の『アフロより愛をこめて』の7曲目に収録されている。A.F.R.Oの配信限定曲は｢ワンダーランド｣から約半年振りとなる。

## タイアップ
｢楽婚｣ CMソング

## 曲の詳細
1. 記念日 with HIDE from GReeeeN [4:51]
  - 作詞・作曲 A.F.R.O/HIDE(GReeeeN)

## その他
2015年の配信シングル「始めの一歩」ではピアノバージョンが収録されている。